# Nowy Dwór (gmina w województwie wołyńskim)
Nowy Dwór (następnie Kupiczów) – dawna gmina wiejska funkcjonująca na początku istnienia II RP w woj. wołyńskim (obecnie na Ukrainie). Nazwa gminy pochodzi od wsi Nowy Dwór, lecz siedzibą władz gminy był Kupiczów.
Początkowo gmina należała do powiatu włodzimierskiego. 12 grudnia 1920 r. została przyłączona do powiatu kowelskiego pod Zarządem Terenów Przyfrontowych i Etapowych. 19 lutego 1921 r. wraz z całym powiatem weszła w skład nowo utworzonego województwa wołyńskiego. Według stanu z dnia 21 września 1921 roku gmina składała się z 37 gromad, w tym miasteczko Jezierzany.
20 marca 1931 r. postanowieniem wojewody wołyńskiego została przemianowana na "gmina Kupiczów".